# Corallorhiza
Corallorhiza is een geslacht met tien soorten orchideeën van de onderfamilie Epidendroideae.
Buiten één circumboreale soort, de koraalwortel (Corallorhiza trifida) zijn het soorten van de Nieuwe wereld.

## Naamgeving en etymologie
Synoniem: Corallorrhiza Gagnebin 1755 (de oorspronkelijke naam)

(en) : Coralroot orchids, Chicken toes
De botanische naam Corallorhiza is een samenstelling van Oudgrieks κοράλλιον, korallion (koraal) en ῥίζα, rhiza (wortel) en verwijst naar de vorm van het rizoom.

## Kenmerken
De planten van het geslacht Corallorhiza zijn meestal onopvallende, bladloze en wortelloze epiparasieten. Ze bezitten een vertakt rizoom of ondergrondse stengel in de vorm van een stuk koraal, met één of enkele tere bloemstengels omgeven door sterk gereduceerde schutblaadjes.
De plant bezit enkele tot enkele tientallen bloemen, meestal klein en onopvallend, maar soms ook felgekleurd. Het bloemdek kan open of gesloten zijn, de kelkbladen en kroonbladen lijn- tot lancetvormig, de lip breed eirond met 2 basale lamellen en dikwijls 2 smalle zijlobben. Het gynostemium heeft een eindstandige helmknop met vier wasachtige pollinia, verbonden aan het viscidium door een fijn, buigzaam zuiltje of caudiculum.

## Voorkomen
Corallorhiza-soorten zijn planten die voorkomen in zeer uiteenlopende habitat in Noord- en Midden-Amerika. Enkel de koraalwortel (Corallorhiza trifida) heeft een circumboreale verspreiding en komt ook in Europa voor, zeer zeldzaam in België en tot halverwege de 20e eeuw ook in Nederland.

## Taxonomie
Corallorhiza wordt tegenwoordig samen met het geslacht Calypso en nog enkele andere geslachten tot de tribus Calypsoeae gerekend. Eerder was het geslacht in een eigen subtribus Corallorhizinae in de tribus Maxillarieae ingedeeld.
Het geslacht telt een tiental soorten:
- Soorten:
  - Corallorhiza bentleyi Freudenstein (1999) (oostelijk Noord-Amerika)
  - Corallorhiza bulbosa A. Rich. & Galeotti (1845) (Mexico)
  - Corallorhiza ekmanii Mansf. (1929) (Dominicaanse Republiek)
  - Corallorhiza macrantha Schltr. (1918) (Mexico)
  - Corallorhiza maculata (Rafinesque) Rafinesque (1817) (Noord- en Midden-Amerika, Mexico)
  - Corallorhiza mertensiana Bong. (1833) (Noord-Amerika)
  - Corallorhiza odontorhiza (Willd.) Nutt. (1818) (Noord- en Midden-Amerika, Mexico)
  - Corallorhiza striata Lindl. (1840) (Noord-Amerika, Mexico)
  - Corallorhiza trifida Châtel. (1760) (koraalwortel) (Noord- en Midden-Europa, Noord-Amerika, Siberië, Groenland)
  - Corallorhiza williamsii Correll (1941) (El Salvador)
  - Corallorhiza wisteriana Conrad (1829) (Noord-Amerika, Mexico)